# Chavaga
Chavaga (llamada oficialmente San Xoán de Chavaga) es una parroquia y una entidad de población española del municipio de Monforte de Lemos, en la provincia de Lugo, Galicia.

## Organización territorial
La parroquia está formada por nueve entidades de población, constando seis de ellas en el nomenclátor del Instituto Nacional de Estadística español:
- Barxa
- Cabo
- Chavaga (O Alto de Chavaga)
- Cotelo Alto (O Cotelo)
- Meixide
- Montecelo (O Piricallo)
- Outeiro
- Pacios
- Río (Ríos)

## Límites
Limita con las parroquias de Parte y Fornelas al norte, Cereixa al este, Pinel y Bascós al sur, y Reigada al oeste.

## Demografía

### Parroquia
| Gráfica de evolución demográfica de Chavaga (parroquia) entre 2000 y 2020 |
|                                                                           |
| Datos según el nomenclátor publicado por el INE.                          |

## Patrimonio
- Iglesia parroquial de San Juan, del siglo XVIII.

## Festividades
- Fiestas de Pascua, en Semana Santa.